# Goya al millor curtmetratge documental
El Premi Goya al millor curtmetratge documental és un dels 28 premis Goya que s'otorguen anualment. És concedit des de la setena edició, l'any 1993.

## Nominats i guanyadors

### Dècada del 2020
| Guanyador             | Candidats                                                                        | |
| XXXIX edició - 2025   | XXXIX edició - 2025                                                              | XXXIX edició - 2025 |
| --------------------- | -------------------------------------------------------------------------------- | --- |
|                       |                                                                                  | - Ciao Bambina; produït per Carlo D'Ursi, Jorge Garrido, Afioco Gnecco, Carolina Yuste - Els Buits; produït per Carlotta Schiavon, Ian de la Rosa, Laura Rubirola Sala, Isa Luengo, Marina Freixa Roca, Sofía Esteve - Las novias del sur; produït per David Epiney, Eugenia Mumenthaler, Pepe Andreu, Rafa Molés. Elena López Riera - Los 30 (no) son los nuevos 20; produït per Alfonso Palazón, Juan Vicente Castillejo Navarro - Semillas de Kivu; produït per Carlos Valle, David Pérez Sañudo, Iván Miñambres, Néstor López, Pepe Castro, Pilar Sancho |
| XXXVIII edició - 2024 |                                                                                  | |
|                       | Ava de Mabel Lozano                                                              | - BLOW! — Neus Ballús, Miriam Porté - El bus — Sandra Reina, Jaime Fargas Coll, Valérie Delpierre - Herederas — Silvia Venegas Venegas, Juan Antonio Moreno Amador - Una terapia de mierda — Javier Polo, Jorge Acosta, Juanjo Moscardó Rius, Maxi Valero, Nathalie Martínez |
| XXXVII edició - 2023  |                                                                                  | |
|                       | Maldita. A Love Song to Sarajevo Raúl de la Fuente, Amaia Remírez i Iván Zahínos | - Dancing with Rosa de Robert Muñoz Rupérez i Mar Canet - La gàbia d'Adán Aliaga i Miguel Molina - Memoria de Nerea Barros i Hernán Zin - Trazos del alma de Rafa G. Arroyo |
| XXXVI edició - 2022   |                                                                                  | |
|                       | Mama Pablo de la Chica                                                           | - Dajla: cine y olvido d'Arturo Dueñas Herrero - Figurante de Nacho Fernández - Ulisses de Joan Bover |
| XXXV edició - 2021    |                                                                                  | |
|                       | Biografía del cadáver de una mujer                                               | - Paraíso - Paraíso en llamas - Sólo con peces |
| XXXIV edició - 2020   |                                                                                  | |
|                       | Nuestra vida como niños refugiados en Europa Silvia Venegas Venegas              | - 2001 Destellos en la oscuridad de Pedro González Bermúdez - El infierno de Raúl de la Fuente - El sueño europeo: Serbia de Jaime Alekos |

### Dècada del 2010
| Guanyador            | Candidats                                                | |
| XXXIII edició - 2019 | XXXIII edició - 2019                                     | XXXIII edició - 2019 |
| -------------------- | -------------------------------------------------------- | --- |
|                      | Gaza Carles Bover Martínez, Julio Pérez del Campo        | - El tesoro de Marisa Lafuente i Néstor Del Castillo - Kyoko de Joan Bover i Marcos Cabotá - Wan Xia. La última luz del atardecer de Silvia Rey Canudo                             |
| XXXII edició - 2018  |                                                          | |
|                      | Los desheredados de Laura Ferrés                         | - Primavera rosa en México de Mario de la Torre - The Fourth Kingdom d'Adán Aliaga, Àlex Lora - Tribus de la inquisición de Mabel Lozano                                           |
| XXXI edició - 2017   |                                                          | |
|                      | Cabezas Habladoras de Juan Vicente Córdoba               | - Esperanza d'Álvaro Longoria - Palabras de Caramelo de Juan Antonio Moreno Amador - The Resurrection Club d'Álvaro Corcuera i Guillermo Abril                                     |
| XXX edició - 2016    |                                                          | |
|                      | Hijos de la Tierra d'Álex O’Mill i Patxi Uriz Domezáin   | - Regreso a la Alcarria de Tomás Cimadevilla - Ventanas de Pilar García Elegido - Viento de atunes d'Alfonso O'Donnell                                                             |
| XXIX edició - 2015   |                                                          | |
|                      | Walls (Si estas paredes hablasen) de Miguel López Beraza | - El domador de peixos de Roger Gómez i Dani Resines - El último abrazo de Sergi Pitarch Garrido - La máquina de los rusos d'Octavio Guerra Quevedo                                |
| XXVIII edició - 2014 |                                                          | |
|                      | Minerita de Raúl de la Fuente                            | - El hombre que estaba allí de Daniel Suberviola i Luis Felipe Torrente - La alfombra roja de Iosu López i Manuel Fernández - La gran desilusión e Pedro González Kuhn             |
| XXVII edició - 2013  |                                                          | |
|                      | A Story for the Modlins de Sergio Oksman                 | - El violinista de Auschwitz de Carlos Hernando - Las viudas de Ifni de Pedro Palacios i Pacheco Iborra - Un cineasta en La Codorniz de Javier Rioyo                               |
| XXVI edició - 2012   |                                                          | |
|                      | Regreso a Viridiana de Pedro González Bermúdez           | - Alma de Rodrigo Blaas - Nuevos tiempos de Jorge Dorado - Virgen Negra de Raúl de la Fuente                                                                                       |
| XXV edició - 2011    |                                                          | |
|                      | Memorias de un cine de provincias de Ramón Margareto     | - El cine libertario: cuando las películas hacen historia de Verónica Vigil i José María Almela - El pabellón alemán de Juan Miralles - Un dios que ya no ampara de Gaizka Urresti |
| XXIV edició - 2010   |                                                          | |
|                      | Doppelganger d'Óscar de Julián                           | - no hi haugé candidats |

### Dècada del 2000
| Guanyador           | Candidats                                                          | |
| XXIII edició - 2009 | XXIII edició - 2009                                                | XXIII edició - 2009 |
| ------------------- | ------------------------------------------------------------------ | --- |
|                     | Harraga de Mario de la Torre Espinosa                              | - no hi haugé candidats |
| XXII edició - 2008  |                                                                    | |
|                     | El hombre feliz de Lucina Gil                                      | - Carabanchel, un barrio de cine de Juan Carlos Zambrana - Valkirias d'Eduardo Soler - El anónimo caronte de Toni Bestard                                          |
| XXI edició - 2007   |                                                                    | |
|                     | Castañuela 70, el teatro prohibido de Manuel Calvo i Olga Margallo | - Abandonatii (Abandonados) de Joan Soler - Casting de Koen Suidgeest - Joe K d'Óscar de Julián - La sereníssima de Gonzalo Ballester                              |
| XX edició - 2006    |                                                                    | |
|                     | En la cuna del aire de Rodolfo Montero de Palacio                  | - Castilla y León, patrimonio de la humanidad d'Antonio Giménez Rico - Nenyure de Jorge Rivero                                                                     |
| XIX edició - 2005   |                                                                    | |
|                     | Extras de Ana Serret                                               | - Aerosol de Miguel Ángel Rolland i Rodolfo Montero - Ivan Z d'Andrés Duque - El mundo es tuyo de Josep Maria Borrell Balsells - El último minutero d'Elio Quiroga |
| XVIII edició - 2004 |                                                                    | |
|                     | Los niños del Nepal de Joan Soler i Javier Berrocal                | - Lección de cine de Rodolfo Montero - Yo soy de mi barrio de Juan Vicente Córdoba                                                                                 |
| XVII edició - 2003  |                                                                    | |
|                     | Túnel número 20 de Ramón de Fontecha                               | - Howard Hawks San Sebastián, 1972 de Samuel Martínez - Marmadrid de Rafael Rodríguez Tranche                                                                      |
| XV edició - 2001    |                                                                    | |
|                     | Lalia de Sílvia Munt                                               | - El olvido de la memòria de Iñaki Elizalde - Positivo de Pilar García Elegido                                                                                     |
| XIV edició - 2000   |                                                                    | |
|                     | Confluencias de Pilar García Elegido                               | - no hi hagué candidats |

### Dècada del 1990
| Guanyador         | Candidats                                        |                                                                             |
| XII edició - 1998 | XII edició - 1998                                | XII edició - 1998                                                           |
| ----------------- | ------------------------------------------------ | --------------------------------------------------------------------------- |
|                   | Vírgen de la alegría de José Manuel Campos       | - no hi hagué candidats                                                     |
| IX edició - 1995  |                                                  |                                                                             |
|                   | Verano en la universidad de Nacho Faerna         | - El largo viaje de Rústico de Rolando Díaz - Walter Peralta de Jordi Mollà |
| VII edició - 1993 |                                                  |                                                                             |
|                   | Primer acorde de Ramiro Gómez Bermúdez de Castro | - Manualidades de Santiago Lorenzo                                          |